# Мо Йен
Мо Йен (на китайски: 莫言; на пинин: Mò Yán) е китайски писател.

## Биография и творчество
Мо Йен е роден на 17 февруари 1955 г. в Далан, провинция Шандун, в селско семейство. Започва да публикува след края на Културната революция, а през 1986 година излиза романът му „Червено сорго“ (红高粱家族), който е филмиран през следващата година и му донася широка известност.
Автор е на единадесет романа, между които „Червено сорго“ (红高粱家族）, „Голям бюст, широки бедра“ （丰乳肥臀）, „Молбата на сандаловото дърво“ （檀香刑）, „Мъжът, който отглеждаше котки“ (食草家族）, „Промяна“ （遍）, „Жаба“ （蛙） „Уморен до смърт живея“ (生死疲劳）и др. Написал е много разкази и очерци.
През 2012 г. Мо Йен получава Нобелова награда за литература.

## На български
- Промяната. Превод Надя Баева. София: Колибри, 2013 ISBN 978-619-150-108-3
- Уморен да се раждам и да умирам. Превод Петко Т. Хинов. Пловдив: Летера, 2014 ISBN 978-619-179-036-4 (издадена със съдействието и подкрепата на Институт „Конфуций“ – София)
- Изтезание със санталово дърво. Превод Стефан Русинов. Пловдив: Летера, 2016 ISBN 978-619-179-063-0